# Грб Магаданске области
Грб Магаданске области је званични симбол једног од субјеката Руске федерације са статусом области — Магаданске области. Грб је званично усвојен 28. децембра 2001. године.

## Опис грба
Грб Магаданске области је хералдички штит класичног француског облика, подјељена на три дијела (поља). Горњи дио штита има облик троугла и црвене је боје, док је доњи дио вертикално подјељен на два једнака дијела, азурно плаве и тамноплаве боје. Грб је уоквирен златним оквиром. 
На врху у црвеном пољу се налазе три слике ингота распоређених у пирамидално од којих су доња два златна, а горњи у среброј боји и симбол су просперитета, благостања, економске основе у Магаданској области. Иза златних полуга налазе се укрштени геолошки чекић и крамп златне основе и са сребрном дршком, симболи индустрије. 
Симбол пионирских и радних подвига области је Сјеверњача која се налази на саставу три поља. 
На доњем десном (хералдички лијевом) пољу налази се слика три златне рибице на тамноплавој позадини, која симболизује један од најактивнијих привредних грана области - риболов и економију везану за риболов. 
На доњем лијевом (хералдички десном) пољу налазе се двије слике у сребрној боји. Прва слике је брана са хидроелектраном у сусједству далековода високог напона. Ова слика описује развој система хидроелектрана и будућност Магаданске области. Друга слика у сребрној боји је авион у лету, који је главни облик превоза, а који Магаданску област повезује са другим регионима Русије и земаља свијета.